# 창원 성주사 지장보살상 복장물 전적류
창원 성주사 지장보살상 복장물 전적류(昌原 聖住寺 地藏菩薩像 腹藏物 典籍類)는 대한민국 경상남도 창원시 성산구, 성주사에 있는 조선시대의 책이다. 2010년 3월 11일 경상남도의 유형문화재 제502호로 지정되었다.

## 개요
계초심학입문(誡初心學入文), 묘법연화경 권제1(妙法蓮華經 卷第一) 등 10책 모두 370년이 넘은 고전적(古典籍)이며, 불교사의 희귀 자료이다.
2004년 성주사 안심료(安心寮)에 임시 봉안된 불상을 지장전 건립과 함께 이전하여 개금(改金) 및 개채(改彩)하면서 지장보살불의 복장유물을 확인한 결과 지장보살과 시왕을 비롯한 권속일체가 1681년 신조된 사실과 조성한 화원 및 시주자 명단이 열거되어 있으며, 당시 성주사의 명칭이 웅신사(熊神寺, 곰절) 임을 알 수 있다.

## 참고 자료
- 창원 성주사 지장보살상 복장물 전적류 - 국가유산청 국가유산포털